# Maxence Caron
Maxence Caron (1976) és un escriptor, filòsof, poeta i musicòleg francès. És premiat de l'Académie Française.

## Obres
- Lire Hegel, París, 2000.
- Saint Augustin : La Trinité, París, 2004.
- Heidegger - Pensée De l'être et origine de la subjectivité, préface de Jean-François Marquet, París, Ed. du Cerf, 2005.
- Introduction à Heidegger, Paris, 2005.
- (dir.), Heidegger, avec les contributions de Rémi Brague, Jean-Luc Marion, Jean-François Marquet (etc.), París, Ed. du Cerf, "Les Cahiers d'Histoire de la Philosophie", 2006.
- Être et identité - Méditation sur la Logique de Hegel et sur son essence, prefaci de Bernard Mabille, París, Ed. du Cerf, 2006.
- (dir.), Hegel, amb les contribucions de Bernard Bourgeois, Marcel Conche (etc.), París, Ed. du Cerf, "Les Cahiers d'Histoire de la Philosophie", 2007.
- Microcéphalopolis - Roman, París, Via Romana, 2009.
- (dir.), Saint Augustin, amb les contribucions de Benet XVI / Joseph Ratzinger, (etc.), París, "Les Cahiers d'Histoire de la Philosophie", Ed. du Cerf, 2009.
- La Vérité captive - De la philosophie, Paris/Genève, Editions du Cerf/Ad Solem 2009.
- Pages - Le Sens, la musique et les mots, París, Séguier, 2009.
- La pensée catholique de Jean-Sébastien Bach - La Messe en si mineur, París, Via Romana, 2010.
- Le Chant du Veilleur - Poëme Symphonique, París, Via Romana, 2010.